# Automeris manantlanensis
Espèce
Automeris manantlanensis est une espèce de papillons de la famille des Saturniidae.